# Keith Reid
Keith Stuart Brian Reid, född 19 oktober 1946 i Welwyn Garden City, Hertfordshire, död 23 mars 2023 i London, var en brittisk låtskrivare som tillsammans med Gary Brooker grundade rockgruppen Procol Harum 1967. Reid är textförfattaren till alla låtar i Procol Harums produktion, bland annat rockklassikerna "A Whiter Shade of Pale" och "Conquistador". Han har också skrivit texten till John Farnhams världshit "You're the Voice" från 1986. 
Reid har samarbetat med flera svenska musiker och artister. Låten "House on the Beach" är skriven tillsammans med Mikael Rickfors och inspelad på dennes skiva Happy Man Don't Kill (1997). Två låtar skrivna tillsammans med Anders Widmark, "Back from the Brink" och "Dance with Me", spelades in av Mikael Rickfors på albumet "Lush Life" (2004).
På soloskivan The Common Thread, som Reid gav ut 2008, medverkar svenske Michael Saxell och en mängd internationellt kända kompositörer och artister, som John Waite, Chris Thompson, Southside Johnny, Terry Reid, Bernie Shanahan, Steve Booker och Chaz Jankel.